# Территориальная прелатура Ильяпеля
Территориальная перлатура Ильяпеля (лат.  Praelatura Territorialis Ilapensis) — территориальная прелатура Римско-Католической церкви с центром в городе Ильяпель, Чили. Территориальная прелатура Ильяпеля распространяет свою юрисдикцию на территорию провинции Чоапа. Территориальная прелатура Ильяпеля входит в митрополию Ла-Серены. Кафедральным собором территориальной прелатуры Ильяпеля является церковь Святого Архангела Рафаила.

## История
30 апреля 1960 года Римский папа Иоанн XXIII издал буллу Ad similitudinem hominis, которой учредил территориальную прелатуру Ильяпеля, выделив её из архиепархии Ла-Серены м епархии Сан-Фелипе.

## Ординарии территориальной прелатуры
- епископ Cirilo Polidoro Van Vlierberghe (30.04.1960 — 11.08.1984);
- епископ Pablo Lizama Riquelme (19.12.1985 — 24.02.1988);
- епископ Rafael de la Barra Tagle (17.06.1989 — 20.02.2010);
- епископ Jorge Patricio Vega Velasco (20.02.2010 — по настоящее время).

## Источник
- Annuario Pontificio, Libreria Editrice Vaticana, Città del Vaticano, 2003, ISBN 88-209-7422-3